# Акмоласай
Акмоласа́й (каз. Ақмоласай) — село у складі Мартуцького району Актюбінської області Казахстану. Входить до складу Байнассайського сільського округу.
В Радянські часи село називалось Новофедоровка.
Населення — 150 осіб (2021; 230 у 2009, 305 у 1999, 367 у 1989).